# Azordvärguv
Azordvärguv (Otus frutuosi) är en förhistorisk utdöd fågel i familjen ugglor inom ordningen ugglefåglar. Fågeln förekom tidigare på ön São Miguel i Azorerna.

## Upptäckt och utseende
Arten beskrevs 2013 utifrån subfossila lämningar funna på ön. Jämfört med dvärguven (Otus scops) var vingarna kortare, benen längre och pelvis både bredare och kortare. Benens proportioner och vingbelastningen tyder på att den var mestadels marklevande och hade en begränsad flygförmåga.

## Utdöende
Man tror att azordvärguven dog när människor kom till ögruppen på 1400-talet. Med sig hade de invasiva och främmande djurarter som kan ha konkurrerat med dvärguven om föda eller till och med jagat dem som föda. Habitatförstörelse orsakat av människan tros också ha varit en bidragande faktor.